# Паресіс (мікрорегіон)

Паресіс на карті штату Мату-Гросу

Паресіс (порт. Microrregião de Parecis) — мікрорегіон в Бразилії, входить до штату Мату-Гросу. Складова частина мезорегіону Північ штату Мату-Гросу. Населення становить 83 511 чоловік на 2006 рік. Займає площу 59 224,041 км². Густота населення — 1,4 чол./км².

## Склад мікрорегіону
До складу мікрорегіону включені наступні муніципалітети:
1. Кампу-Нову-ду-Паресіс
2. Кампус-ді-Жуліу
3. Комодору
4. Діамантіну
5. Сапезал

| Бразилія | Це незавершена стаття з географії Бразилії. Ви можете допомогти проєкту, виправивши або дописавши її. |